# Alto Lucero de Gutiérrez Barrios
La municipalité d'Alto Lucero de Gutiérrez Barrios est l'une des 212 municipalités de l'État de Veracruz, et est située dans la partie centrale de cet État. Située sur la côte du golfe du Mexique, elle fait partie du bassin versant du fleuve Río Actopan, qui prend sa source à l'ouest, près du volcan Cofre de Perote, et dont l'embouchure se situe plus au sud, dans la municipalité d'Úrsulo Galván. Son chef-lieu est la ville d'Alto Lucero. Elle dépend de la région administrative de Capital, qui est une des 10 subdivisions administratives de l'État de Veracruz, et qui comprend la capitale étatique de Xalapa, située à l'ouest.

## Géographie

Territoire de la municipalité

La municipalité d'Alto Lucero de Gutiérrez Barrios est pour l'essentiel comprise dans le bassin versant du fleuve Río Actopan pour sa partie occidentale, et dans ceux de deux fleuves côtiers dans sa partie orientale, face au golfe du Mexique. Sa partie occidentale est traversée par plusieurs affluents du Río Actopan, telles que les rivières Chapopote, la plus à l'ouest, puis Chalcoya et Topiltepec. Sa limite sud est pour partie formée par un fleuve côtier ayant ensuite son embouchure plus au sud, dans la municipalité d'Actopan, tandis qu'un autre fleuve côtier, le Río Santa Ana, forme pour partie sa limite nord. Pour partie assise à l'ouest sur le massif de la Sierra de Chiconquiaco, son altitude oscille entre 10 et 1900 mètres. Son chef-lieu, la ville d'Alto Lucero, se situe dans les confins occidentaux de son territoire, entre les rivières Chapopote à l'ouest, et Chalcoya à l'est. Ce territoire couvre une superficie de 647,9 km2, et était peuplé en 2020 de 28 184 habitants, pour une densité de 43,5 habitants par km2.
Cette municipalité est limitrophe au nord de celles de Vega de Alatorre, de Juchique de Ferrer et de Chiconquiaco, à l'ouest de celles de Tepetlán et de Naolinco, et au sud de celle d'Actopan.

## Composition et démographie
La municipalité était composée en 2020 de 137 localités, dont 3 étaient considérées comme urbaines, les autres étant rurales.
| Localité            | Population |
| ------------------- | ---------- |
| Alto Lucero         | 5243       |
| Mesa de Guadalupe   | 3439       |
| Palma Sola          | 3227       |
| Blanca Espuma       | 1580       |
| La Reforma          | 1335       |
| Reste des localités | 13 360     |
| Total population    | 28 184     |

En plus de l'espagnol, plusieurs langues amérindiennes sont parlées dans la municipalité, dont les principales sont par ordre d'importance : le nahuatl, le totonaque, le tzotzil et le mixtèque.

## Économie

### Agriculture et élevage
La superficie des parcelles semées représentait en 2021 une surface totale de 7952,3 hectares, parmi lesquels 4619,5 hectares étaient voués à la culture du maïs, 1733,2 hectares étaient voués à la culture du caféier, et 848,5 hectares étaient voués à celle de la mangue.
En 2021, la production de viande par tonnes comprenait 2082 tonnes de viande bovine, 173,3 tonnes de viande porcine, 14,7 tonnes de viande ovine, 1,6 tonnes de viande caprine, 68,5 tonnes de volailles, et 2 tonnes de dinde. La superficie vouée à l'élevage représentait alors 41 023 hectares.

### Énergie
Au sud du territoire de la municipalité, au bord du golfe du Mexique, se trouve la centrale nucléaire de Laguna Verde.